# Vietnam op de Olympische Zomerspelen 2016
Vietnam nam deel aan de Olympische Zomerspelen 2016 in Rio de Janeiro, Brazilië. De selectie bestond uit 23 atleten, actief in tien olympische sporten. Schermer Vũ Thành An droeg de Vietnamese vlag tijdens op de openingsceremonie. Sportschutter Hoàng Xuân Vinh schreef geschiedenis voor zijn vaderland door de eerste gouden medaille in de Vietnamese sportgeschiedenis te winnen. Naast zijn goud op de 10 meter luchtpistool won Hoàng ook het zilver op de 50 meter pistool. Hij bezorgde daarmee Vietnam niet alleen de beste Zomerspelen ooit, maar werd ook de meest succesvolle Vietnamese olympiër aller tijden.

## Medailleoverzicht
| Sport       | Olympiër        | Onderdeel             | Medaille |
| ----------- | --------------- | --------------------- | -------- |
| Schietsport | Hoàng Xuân Vinh | 10 m luchtpistool (m) | Goud     |
| Schietsport | Hoàng Xuân Vinh | 50 m pistool (m)      | Zilver   |

## Deelnemers en resultaten
(m) = mannen, (v) = vrouwen 

### Atletiek
| Olympiër           | Discipline             | Resultaat | Prestatie          |
| ------------------ | ---------------------- | --------- | ------------------ |
| Nguyễn Thành Ngưng | 20 km snelwandelen (m) | 60e       | 1:30:01 (60e)      |
|                    |                        |           |                    |
| Nguyễn Thị Huyền   | 400 m (v)              | series    | series: 52.97 (6e) |
| Nguyễn Thị Huyền   | 400 m horden (v)       | series    | series: 57.87 (7e) |

### Badminton
| Olympiër         | Discipline    | Resultaat  | Prestatie |
| ---------------- | ------------- | ---------- | --- |
| Nguyễn Tiến Minh | enkelspel (m) | groepsfase | groepsfase won van Vladimir Malkov (15–21, 21–9, 21–13) won van David Obernorsterer (21–18, 21–14) verloor van Lin Dan (7–21, 12–21) |
|                  |               |            | |
| Vũ Thị Trang     | enkelspel (v) | groepsfase | groepsfase verloor van Nozomi Okuhara (10–21, 8–21) won van Lindaweni Fanetri (21–12, 21–11)                                         |

### Gewichtheffen
| Olympiër          | Discipline | Resultaat | Prestatie                                                       |
| ----------------- | ---------- | --------- | --------------------------------------------------------------- |
| Thạch Kim Tuấn    | –56 kg (m) | —         | trekken: 130 kg (4e) stoten: 160 kg (DNF)                       |
| Trần Lê Quốc Toàn | –56 kg (m) | 5e        | trekken: 121 kg (6e) stoten: 154 kg (4e) stoten: 275 kg (5e)    |
| Hoàng Tuấn Tài    | –85 kg (m) | 17e       | trekken: 145 kg (17e) stoten: 180 kg (17e) totaal: 325 kg (17e) |
|                   |            |           |                                                                 |
| Vương Thị Huyền   | –48 kg (v) | —         | trekken: 84 kg (DNF)                                            |

### Gymnastiek
| Olympiër          | Discipline  | Resultaat | Prestatie                          |
| ----------------- | ----------- | --------- | ---------------------------------- |
| Phạm Phước Hưng   | rekstok (m) | 12e       | kwalificaties: 14,966 punten (12e) |
|                   |             |           |                                    |
| Phan Thị Hà Thanh | sprong (v)  | 17e       | kwalificaties: 14,233 punten (17e) |
| Phan Thị Hà Thanh | balk (v)    | 36e       | kwalificaties: 13,800 punten (36e) |

### Judo
| Olympiër    | Discipline | Resultaat    | Prestatie                                                                                     |
| ----------- | ---------- | ------------ | --------------------------------------------------------------------------------------------- |
| Văn Ngọc Tú | –48 kg (v) | tweede ronde | eerste ronde won van Valentina Moscatt: shido tweede ronde verloor van Jeong Bo-kyeong: ippon |

### Roeien
| Olympiër                     | Discipline             | Resultaat | Prestatie                                                                                  |
| ---------------------------- | ---------------------- | --------- | ------------------------------------------------------------------------------------------ |
| Phạm Thị Thảo Tạ Thanh Huyền | lichte dubbel-twee (v) | 18e       | series: 7:29.91 (5e) herkansing: 8:19.79 (4e) halve finale C/D: 8:18.47 (3e) C-finale: DNS |

### Schermen
| Olympiër           | Discipline | Resultaat    | Prestatie                                                                                                 |
| ------------------ | ---------- | ------------ | --- |
| Vũ Thành An VO     | sabel (m)  | tweede ronde | eerste ronde won van Diego Occhiuzzi (15–12) tweede ronde verloor van Vincent Anstett (8–15)              |
|                    |            |              | |
| Nguyễn Thị Như Hoa | degen (v)  | eerste ronde | eerste ronde verloor van Auriane Mallo (7–15)                                                             |
| Đỗ Thị Anh         | floret (v) | tweede ronde | eerste ronde won van Aikaterini Kontochristopoulou (15–13) tweede ronde verloor van Arianna Errigo (9–15) |
| Nguyễn Thị Lệ Dung | sabel (v)  | tweede ronde | tweede ronde verloor van Kim Ji-yeon (3–15)                                                               |

### Schietsport
| Olympiër        | Discipline            | Resultaat | Prestatie                                                    |
| --------------- | --------------------- | --------- | ------------------------------------------------------------ |
| Hoàng Xuân Vinh | 10 m luchtpistool (m) | Goud      | kwalificaties: 581 punten (4e) finale: 202,5 punten (1e, OR) |
| Hoàng Xuân Vinh | 50 m pistool (m)      | Zilver    | kwalificaties: 556 punten (6e) finale: 191,3 punten (2e)     |
| Trần Quốc Cường | 10 m luchtpistool (m) | 26e       | kwalificaties: 575 punten (26e)                              |
| Trần Quốc Cường | 50 m pistool (m)      | 31e       | kwalificaties: 542 punten (31e)                              |

### Worstelen
| Olympiër       | Discipline             | Resultaat    | Prestatie                                      |
| -------------- | ---------------------- | ------------ | ---------------------------------------------- |
| Vũ Thị Hằng    | –48 kg vrije stijl (v) | DNS          | DNS                                            |
| Nguyễn Thị Lụa | –53 kg vrije stijl (v) | eerste ronde | eerste ronde verloor van Isabelle Sambou (0–5) |

### Zwemmen
| Olympiër            | Discipline           | Resultaat | Prestatie             |
| ------------------- | -------------------- | --------- | --------------------- |
| Hoàng Quý Phước     | 200 m vrije slag (m) | 41e       | series: 1:50.39 (41e) |
|                     |                      |           |                       |
| Nguyễn Thị Ánh Viên | 400 m vrije slag (v) | 26e       | series: 4:16.32 (26e) |
| Nguyễn Thị Ánh Viên | 200 m wisselslag (v) | 33e       | series: 2:16.20 (33e) |
| Nguyễn Thị Ánh Viên | 400 m wisselslag (v) | 9e        | series: 4:36.85 (9e)  |

Afghanistan · Albanië · Algerije · Amerikaanse Maagdeneilanden · Amerikaans-Samoa · Andorra · Angola · Antigua en Barbuda · Argentinië · Armenië · Aruba · Australië · Azerbeidzjan · Bahama's · Bahrein · Bangladesh · Barbados · België · Belize · Benin · Bermuda · Bhutan · Bolivia · Bosnië en Herzegovina · Botswana · Brazilië · Britse Maagdeneilanden · Brunei · Bulgarije · Burkina Faso · Burundi · Cambodja · Canada · Centraal-Afrikaanse Republiek · Chili · China · Chinees Taipei · Colombia · Comoren · Congo-Brazzaville · Congo-Kinshasa · Cookeilanden · Costa Rica · Cuba · Cyprus · Denemarken · Djibouti · Dominica · Dominicaanse Republiek · Duitsland · Ecuador · Egypte · El Salvador · Equatoriaal-Guinea · Eritrea · Estland · Ethiopië · Fiji · Filipijnen · Finland · Frankrijk · Gabon · Gambia · Georgië · Ghana · Grenada · Griekenland · Groot-Brittannië · Guam · Guatemala · Guinee · Guinee‑Bissau · Guyana · Haïti · Honduras · Hongarije · Hongkong · Ierland · IJsland · India · Indonesië · Irak · Iran · Israël · Italië · Ivoorkust · Jamaica · Japan · Jemen · Jordanië · Kaaimaneilanden · Kaapverdië · Kameroen · Kazachstan · Kenia · Kirgizië · Kiribati · Kosovo · Kroatië · Laos · Lesotho · Letland · Libanon · Liberia · Libië · Liechtenstein · Litouwen · Luxemburg · Macedonië · Madagaskar · Malawi · Malediven · Maleisië · Mali · Malta · Marshalleilanden · Marokko · Mauritanië · Mauritius · Mexico · Micronesië · Moldavië · Monaco · Mongolië · Montenegro · Mozambique · Myanmar · Namibië · Nauru · Nederland · Nepal · Nicaragua · Nieuw-Zeeland · Niger · Nigeria · Noord-Korea · Noorwegen · Oeganda · Oekraïne · Oezbekistan · Oman · Oostenrijk · Oost-Timor · Pakistan · Palau · Palestina · Panama · Papoea-Nieuw-Guinea · Paraguay · Peru · Polen · Portugal · Puerto Rico · Qatar · Roemenië · Rusland · Rwanda · Saint Kitts en Nevis · Saint Lucia · Saint Vincent en Grenadines · Salomonseilanden · Samoa · San Marino · Sao Tomé en Principe · Saoedi-Arabië · Senegal · Servië · Seychellen · Sierra Leone · Singapore · Slovenië · Slowakije · Soedan · Somalië · Spanje · Sri Lanka · Suriname · Swaziland · Syrië · Tadzjikistan · Tanzania · Thailand · Togo · Tonga · Trinidad en Tobago · Tsjaad · Tsjechië · Tunesië · Turkije · Turkmenistan · Tuvalu · Uruguay · Vanuatu · Venezuela · Verenigde Arabische Emiraten · Verenigde Staten · Vietnam · Wit-Rusland · Zambia · Zimbabwe · Zuid-Afrika · Zuid-Korea · Zuid-Soedan · Zweden · Zwitserland
Individuele Olympische Atleten · Olympisch vluchtelingenteam